# Équipe de France de Fed Cup
Pour les articles homonymes, voir Équipe de France.
Pour un article plus général, voir Fed Cup.
L'équipe de France de Fed Cup est l’équipe qui représente la France lors de la compétition de tennis féminin par équipes nationales appelée Fed Cup (ou « Coupe de la Fédération » entre 1963 et 1994).
Elle est constituée d'une sélection des meilleures joueuses de tennis françaises du moment sous l’égide de la Fédération française de tennis (FFT).
La France a remporté trois éditions de la Fed Cup, en 1997, 2003 et 2019, pour trois défaites en finale (2004, 2005 et 2016).
En 2011, pour la première fois de l'histoire de la compétition, l'équipe de France sort du groupe mondial principal qu'elle retrouve fin 2014. Elle quitte à nouveau le groupe mondial principal en 2024.

## Capitanat
De 2005 à 2008, Georges Goven assure le capitanat de l'équipe, à la suite du retrait de Guy Forget (1999-2004) qui a décidé de se concentrer sur la seule équipe de France de Coupe Davis. Le 11 décembre 2008, Nicolas Escudé est nommé capitaine. Amélie Mauresmo est désigné en juillet 2012 pour lui succéder.
Le 7 décembre 2016, Yannick Noah succède à Amélie Mauresmo en tant que capitaine. Mary Pierce est capitaine adjointe pour la saison 2017 de la Fed Cup, avant que Thierry Champion ne prenne son relais à partir de la saison 2018.
Le 23 juin 2018, la Fédération française de tennis nomme Julien Benneteau en tant que capitaine, succédant ainsi à Yannick Noah.
Liste des capitaines :
- 1993-1996 : Françoise Dürr
- 1997-1998 : Yannick Noah
- 1999-2004 : Guy Forget
- 2005-2008 : Georges Goven
- 2008-2012 : Nicolas Escudé
- 2012-2016 : Amélie Mauresmo
- 2017 : Yannick Noah et Mary Pierce
- 2018 : Yannick Noah et Thierry Champion
- 2019-2025 : Julien Benneteau

## Palmarès
- Victoire en 1997 , 2003 et 2019
- Finaliste en 2004, 2005 et 2016

## Résultats par année

### 1963 - 1969
- 1963 (4 tours, 16 équipes) : après une victoire au 1er tour contre l’Allemagne de l'Ouest, la France s'incline en 1/4 de finale contre l’Afrique du Sud.
- 1964 (5 tours, 20 équipes) : après une victoire au 1er tour contre la Suisse, les Pays-Bas au 2e tour et l’Allemagne de l'Ouest en 1/4 de finale, la France s'incline en 1/2 finale contre l’Australie.
- 1965 (4 tours, 11 équipes) : après une victoire au 1er tour contre le Japon et le Brésil en 1/4 de finale, la France s'incline en 1/2 finale contre l’Australie.
- 1966 (5 tours, 21 équipes) : après un « bye » au 1er tour et une victoire contre la Hongrie au 2e tour, la France s'incline en 1/4 de finale contre les États-Unis.
- 1967 (5 tours, 17 équipes) : après un « bye » au 1er tour et un forfait de la Pologne au 2e tour, la France s'incline en 1/4 de finale contre l’Australie.
- 1968 (5 tours, 23 équipes) : après un « bye » au 1er tour et une victoire contre le Portugal au 2e tour, la France s'incline en 1/4 de finale contre les États-Unis.
- 1969 (5 tours, 20 équipes) : après un « bye » au 1er tour et une victoire contre l’Afrique du Sud au 2e tour, la France s'incline en 1/4 de finale contre l’Australie.

### 1970 - 1979
- 1970 (5 tours, 22 équipes) : après une victoire au 1er tour contre le Japon et l’Italie au 2e tour, la France s'incline en 1/4 de finale contre l’Allemagne de l'Ouest.
- 1971 (4 tours, 14 équipes) : après une victoire au 1er tour contre le Japon et les Pays-Bas en 1/4 de finale, la France s'incline en 1/2 finale contre l’Australie.
- 1972 (5 tours, 31 équipes) : après une victoire au 1er tour contre l’Autriche et l’Équateur au 2e tour, la France s'incline en 1/4 de finale contre l’Afrique du Sud.
- 1973 (5 tours, 30 équipes) : la France s'incline au 1er tour contre les Pays-Bas.
- 1974 (5 tours, 29 équipes) : après une victoire au 1er tour contre les Pays-Bas et l’Autriche au 2e tour, la France s'incline en 1/4 de finale contre les États-Unis.
- 1975 (5 tours, 31 équipes) : après une victoire au 1er tour contre la Bulgarie, la Hongrie au 2e tour et la Grande-Bretagne en 1/4 de finale, la France s'incline en 1/2 finale contre la Tchécoslovaquie.
- 1976 (5 tours, 32 équipes) : la France s'incline au 1er tour contre la Grande-Bretagne.
- 1977 (5 tours, 32 équipes) : après une victoire au 1er tour contre le Luxembourg et la Grèce au 2e tour, la France s'incline en 1/4 de finale contre les États-Unis.
- 1978 (5 tours, 32 équipes) : après une victoire au 1er tour contre la Suède et l’Argentine au 2e tour, la France s'incline en 1/4 de finale contre les États-Unis.
- 1979 (5 tours, 32 équipes) : après une victoire au 1er tour contre l’Indonésie et l’Italie au 2e tour, la France s'incline en 1/4 de finale contre les États-Unis.

### 1980 - 1989
- 1980 (5 tours, 32 équipes) : la France s'incline au 1er tour contre la Suède.
- 1981 (5 tours, 32 équipes) : après une victoire au 1er tour contre le Canada, la France s'incline au 2e tour contre la Grande-Bretagne.
- 1982 (5 tours, 32 équipes) : la France s'incline au 1er tour contre le Brésil.
- 1983 (qualifications + 5 tours, 39 équipes) : la France s'incline au 1er tour contre l’Argentine.
- 1984 (qualifications + 5 tours, 36 équipes) : après une victoire au 1er tour contre les Pays-Bas et le Danemark au 2e tour, la France s'incline en 1/4 de finale contre la Tchécoslovaquie.
- 1985 (qualifications + 5 tours, 38 équipes) : la France s'incline au 1er tour contre la Nouvelle-Zélande.
- 1986 (qualifications + 5 tours, 42 équipes) : après une victoire au 1er tour contre la Suède, la France s'incline au 2e tour contre la Bulgarie.
- 1987 (qualifications + 5 tours, 42 équipes) : après une victoire au 1er tour contre l’Autriche, la France s'incline au 2e tour contre les États-Unis.
- 1988 (qualifications + 5 tours, 36 équipes) : après une victoire au 1er tour contre le Japon, la France s'incline au 2e tour contre l’Allemagne de l'Ouest.
- 1989 (qualifications + 5 tours, 40 équipes) : la France s'incline au 1er tour contre l’Espagne.

### 1990 - 1999
- 1990 (qualifications + 5 tours, 44 équipes) : après une victoire au 1er tour contre  Taïwan et la Nouvelle-Zélande au 2e tour, la France s'incline en 1/4 de finale contre l’Espagne.
- 1991 (qualifications + 5 tours + barrages, 56 équipes) : après une défaite au 1er tour contre la Pologne, la France l’emporte en play-offs contre la Yougoslavie.
- 1992 (5 tours + barrages, 32 équipes) : après une victoire au 1er tour contre la Chine et la CEI au 2e tour, la France s'incline en 1/4 de finale contre les États-Unis.
- 1993 (5 tours + barrages, 32 équipes) : après une victoire au 1er tour contre le Canada, la Suède au 2e tour et la République tchèque en 1/4 de finale, la France s'incline en 1/2 finale contre l’Espagne.
- 1994 (5 tours, 32 équipes) : après une victoire au 1er tour contre la Corée du Sud, l’Italie au 2e tour et la Bulgarie en 1/4 de finale, la France s'incline en 1/2 finale contre les États-Unis.

La compétition change de format à compter de 1995 : la Coupe de la Fédération devient Fed Cup.
- 1995 (3 tours, 8 équipes + groupe mondial II, play-offs I et II) : après une victoire en 1/4 de finale du groupe mondial contre l’Afrique du Sud, la France s'incline en 1/2 finale contre les États-Unis.
- 1996 (3 tours, 8 équipes + groupe mondial II, play-offs I et II) : après une victoire en 1/4 de finale du groupe mondial contre l’Argentine, la France s'incline en 1/2 finale contre l’Espagne.
- 1997 (3 tours, 8 équipes + groupe mondial II, play-offs I et II) : après une victoire en 1/4 de finale du groupe mondial contre le Japon et la Belgique en 1/2 finale, la France l’emporte en finale contre les Pays-Bas.

| Pays-Bas - France - 1 : 4 Brabant Hall, Bois-le-Duc, Pays-Bas 04 - 05 octobre, Moquette (int.) |                              |                                  |               |
| 1                                                                                              | Brenda Schultz               | Sandrine Testud                  | 4-6, 6-4, 3-6 |
| 1                                                                                              | Miriam Oremans               | Mary Pierce                      | 4-6, 1-6      |
| 1                                                                                              | Brenda Schultz               | Mary Pierce                      | 4-6, 6-3, 6-4 |
| 1                                                                                              | Miriam Oremans               | Sandrine Testud                  | 6-0, 3-6, 3-6 |
| 1                                                                                              | Manon Bollegraf Caroline Vis | Alexandra Fusai Nathalie Tauziat | 3-6, 4-6      |

- 1998 (3 tours, 8 équipes + groupe mondial II, play-offs I et II) : après une victoire en 1/4 de finale du groupe mondial contre la Belgique, la France s'incline en 1/2 finale contre la Suisse.
- 1999 (3 tours, 8 équipes + groupe mondial II, round robin play-offs) : la France s'incline en 1/4 de finale du groupe mondial contre la Russie.

### 2000 - 2009
- 2000 (round robin + 2 tours, 13 équipes) : la France échoue dans sa qualification en round robin du groupe mondial.
- 2001 (2 tours + round robin + finale, 16 équipes + play-offs) : après un « bye » au 1er tour du groupe mondial, une victoire contre l’Italie en 1/4 de finale, la France échoue dans l'épreuve du round robin.
- 2002 (4 tours, 16 équipes + play-offs) : après une victoire au 1er tour du groupe mondial contre l’Argentine, la France s'incline en 1/4 de finale contre la Slovaquie.
- 2003 (4 tours, 16 équipes + play-offs) : après une victoire au 1er tour du groupe mondial contre la Colombie, l’Espagne en 1/4 de finale et la Russie en 1/2 finale, la France l’emporte en finale contre les États-Unis.

| États-Unis - France - 1 : 4 Olympic Stadium, Moscou, Russie 22 - 23 novembre, Moquette (int.) |                                  |                             |               |
| 1                                                                                             | Lisa Raymond                     | Amélie Mauresmo             | 4-6, 3-6      |
| 1                                                                                             | Meghann Shaughnessy              | Mary Pierce                 | 3-6, 6-3, 6-8 |
| 1                                                                                             | Meghann Shaughnessy              | Amélie Mauresmo             | 2-6, 1-6      |
| 1                                                                                             | Alexandra Stevenson              | Émilie Loit                 | 4-6, 2-6      |
| 1                                                                                             | Martina Navrátilová Lisa Raymond | Stéphanie Cohen Émilie Loit | 6-4, 6-0      |

- 2004 (4 tours, 16 équipes + play-offs) : après une victoire au 1er tour du groupe mondial contre l’Allemagne, l’Italie en 1/4 de finale et l’Espagne en 1/2 finale, la France s'incline en finale contre la Russie.

| Russie - France - 3 : 2 Ice Stadium Krylatskoe, Moscou, Russie 27 - 28 novembre, Moquette (int.) |                                  |                            |                |
| 1                                                                                                | Svetlana Kuznetsova              | Nathalie Dechy             | 6-3, 6-74, 6-8 |
| 1                                                                                                | Anastasia Myskina                | Tatiana Golovin            | 6-4, 7-65      |
| 1                                                                                                | Anastasia Myskina                | Nathalie Dechy             | 6-3, 6-4       |
| 1                                                                                                | Svetlana Kuznetsova              | Tatiana Golovin            | 4-6, 1-6       |
| 1                                                                                                | Anastasia Myskina Vera Zvonareva | Marion Bartoli Émilie Loit | 7-65, 7-5      |

- 2005 (3 tours, 8 équipes + groupe mondial II, play-offs I et II) : après une victoire en 1/4 de finale du groupe mondial contre l’Autriche et l’Espagne en 1/2 finale, la France s'incline en finale contre la Russie.

| France - Russie - 2 : 3 Roland- Garros, Paris, France 17 - 18 septembre, Terre (ext.) |                             |                                |                |
| 1                                                                                     | Mary Pierce                 | Elena Dementieva               | 6-71, 6-2, 1-6 |
| 1                                                                                     | Amélie Mauresmo             | Anastasia Myskina              | 6-4, 6-2       |
| 1                                                                                     | Amélie Mauresmo             | Elena Dementieva               | 4-6, 6-4, 2-6  |
| 1                                                                                     | Mary Pierce                 | Anastasia Myskina              | 4-6, 6-4, 6-2  |
| 1                                                                                     | Amélie Mauresmo Mary Pierce | Elena Dementieva Dinara Safina | 4-6, 6-1, 3-6  |

- 2006 (3 tours, 8 équipes + groupe mondial II, play-offs I et II) : après une défaite en 1/4 de finale du groupe mondial contre l’Italie, la France l’emporte en play-offs I contre la République tchèque.
- 2007 (3 tours, 8 équipes + groupe mondial II, play-offs I et II) : après une victoire en 1/4 de finale du groupe mondial contre le Japon, la France s'incline en 1/2 finale contre l’Italie.
- 2008 (3 tours, 8 équipes + groupe mondial II, play-offs I et II) : après une défaite en 1/4 de finale du groupe mondial contre la Chine, la France l’emporte en play-offs I contre le Japon.
- 2009 (3 tours, 8 équipes + groupe mondial II, play-offs I et II) : après une défaite en 1/4 de finale du groupe mondial contre l’Italie, la France l’emporte en play-offs I contre la Slovaquie.

### 2010 - 2019
- 2010 (3 tours, 8 équipes + groupe mondial II, play-offs I et II) : après une défaite en 1/4 de finale du groupe mondial contre les États-Unis, la France l'emporte en play-offs I contre l'Allemagne.
- 2011 (3 tours, 8 équipes + groupe mondial II, play-offs I et II) : après une défaite en 1/4 de finale du groupe mondial contre la Russie, la France s'incline en play-offs I contre l'Espagne.
- 2012 (3 tours, 8 équipes + groupe mondial II, play-offs I et II) : après une défaite en groupe mondial II contre la Slovaquie, la France l'emporte en play-offs II contre la Slovénie.
- 2013 (3 tours, 8 équipes + groupe mondial II, play-offs I et II) : après une défaite en groupe mondial II contre l'Allemagne, la France l'emporte en play-offs II contre le Kazakhstan.
- 2014 (3 tours, 8 équipes + groupe mondial II, play-offs I et II) : après une victoire en groupe mondial II contre la Suisse, la France l'emporte en play-offs I contre les États-Unis.
- 2015 (3 tours, 8 équipes + groupe mondial II, play-offs I et II) : après une victoire au 1er tour du groupe mondial contre l'Italie, la France s'incline en 1/2 finale contre la République tchèque.
- 2016 (3 tours, 8 équipes + groupe mondial II, play-offs I et II) : après une victoire au 1er tour du groupe mondial contre l'Italie et contre les Pays-Bas en demi-finale, la France s'incline en finale contre la République tchèque.

| France – République tchèque - 2 : 3 Rhénus Sport, Strasbourg, France 12 - 13 novembre, Dur (int.) |                                     |                                    |                 |
| 1                                                                                                 | Kristina Mladenovic                 | Karolína Plíšková                  | 3-6, 6-4, 14-16 |
| 1                                                                                                 | Caroline Garcia                     | Petra Kvitová                      | 7-66, 6-3       |
| 1                                                                                                 | Caroline Garcia                     | Karolína Plíšková                  | 6-3, 3-6, 6-3   |
| 1                                                                                                 | Alizé Cornet                        | Barbora Strýcová                   | 2-6, 64-7       |
| 1                                                                                                 | Caroline Garcia Kristina Mladenovic | Karolína Plíšková Barbora Strýcová | 5-7, 5-7        |

- 2017 (3 tours, 8 équipes + groupe mondial II, play-offs I et II) : après une défaite en 1/4 de finale du groupe mondial contre la Suisse, la France l'emporte en play-offs I contre l'Espagne.
- 2018 (3 tours, 8 équipes + groupe mondial II, play-offs I et II) : après une victoire au 1er tour du groupe mondial contre la Belgique, la France s'incline en 1/2 finale contre les États-Unis.
- 2019 (3 tours, 8 équipes + groupe mondial II, play-offs I et II) : après une victoire en 1/4 de finale du groupe mondial contre la Belgique et contre la Roumanie en demi-finale, la France l'emporte en finale contre l'Australie.

| Australie – France : 2-3 RAC Arena, Perth, Australie 9 - 10 novembre, Dur (int.) |                                |                                     |                |
| 7                                                                                | Ajla Tomljanović               | Kristina Mladenovic                 | 1-6, 1-6       |
| 7                                                                                | Ashleigh Barty                 | Caroline Garcia                     | 6-0, 6-0       |
| 7                                                                                | Ashleigh Barty                 | Kristina Mladenovic                 | 6-2, 4-6, 6-71 |
| 7                                                                                | Ajla Tomljanović               | Pauline Parmentier                  | 6-4, 7-5       |
| 7                                                                                | Ashleigh Barty Samantha Stosur | Caroline Garcia Kristina Mladenovic | 4-6, 3-6       |

## Bilan de l'équipe
Résultats des confrontations entre la France et ses adversaires les plus fréquents (3 rencontres minimum dans les groupes mondiaux).
| #  | Adversaires        | Rencontres | Victoires | Défaites | % victoires |
| -- | ------------------ | ---------- | --------- | -------- | ----------- |
| 1  | États-Unis         | 13         | 2         | 11       | 15 %        |
| 2  | Italie             | 9          | 6         | 3        | 67 %        |
| 3  | Espagne            | 8          | 3         | 5        | 38 %        |
| 4  | Japon              | 7          | 7         | 0        | 100 %       |
| 5  | Russie             | 7          | 2         | 5        | 29 %        |
| 6  | Pays-Bas           | 6          | 5         | 1        | 83 %        |
| 7  | Australie          | 6          | 1         | 5        | 17 %        |
| 8  | Argentine          | 5          | 4         | 1        | 80 %        |
| 9  | Autriche           | 4          | 4         | 0        | 100 %       |
| 10 | Suède              | 4          | 3         | 1        | 75 %        |
| 11 | République tchèque | 4          | 3         | 1        | 75 %        |
| 12 | Afrique du Sud     | 4          | 2         | 2        | 50 %        |
| 13 | Allemagne          | 4          | 2         | 2        | 50 %        |
| 14 | Allemagne          | 3          | 2         | 1        | 67 %        |
| 15 | Bulgarie           | 3          | 2         | 1        | 67 %        |
| 16 | Belgique           | 3          | 2         | 1        | 67 %        |
| 17 | Suisse             | 3          | 2         | 1        | 67 %        |
| 18 | Grande-Bretagne    | 3          | 1         | 2        | 33 %        |
| 19 | Slovaquie          | 3          | 1         | 2        | 33 %        |

## Bilan des joueuses les plus sélectionnées
Ce bilan est calculé sur la base des rencontres officielles des groupes mondiaux et barrages I et II. Les rencontres des tableaux dits de « consolation » et celles par « zones géographiques » ne sont pas prises en compte. Les joueuses comptant moins de 5 sélections ne sont pas reprises dans le tableau.
| #  | Joueuses              | De   | à    | Sélections | Matchs | Victoires | Défaites | % victoires |
| -- | --------------------- | ---- | ---- | ---------- | ------ | --------- | -------- | ----------- |
| 1  | Alexandra Fusai       | 1994 | 1998 | 6          | 8      | 6         | 2        | 75 %        |
| 2  | Alizé Cornet          | 2008 | 2023 | 14         | 25     | 8         | 17       | 32 %        |
| 3  | Amélie Mauresmo       | 1998 | 2009 | 21         | 44     | 32        | 12       | 73 %        |
| 4  | Brigitte Simon-Glinel | 1977 | 1980 | 7          | 7      | 4         | 3        | 57 %        |
| 5  | Catherine Suire       | 1984 | 1988 | 7          | 7      | 4         | 3        | 57 %        |
| 6  | Catherine Tanvier     | 1981 | 1988 | 10         | 16     | 9         | 7        | 56 %        |
| 7  | Émilie Loit           | 2002 | 2006 | 10         | 11     | 4         | 7        | 36 %        |
| 8  | Françoise Dürr        | 1963 | 1979 | 27         | 48     | 31        | 17       | 65 %        |
| 9  | Frederique Thibault   | 1977 | 1982 | 10         | 14     | 5         | 9        | 36 %        |
| 10 | Gail Sherriff         | 1969 | 1980 | 26         | 40     | 19        | 21       | 48 %        |
| 11 | Isabelle Demongeot    | 1985 | 1993 | 14         | 16     | 10        | 6        | 63 %        |
| 12 | Jeanine Lieffrig      | 1963 | 1968 | 14         | 21     | 12        | 9        | 57 %        |
| 13 | Julie Halard          | 1990 | 2000 | 19         | 35     | 22        | 13       | 63 %        |
| 14 | Kristina Mladenovic   | 2012 | 2023 | 19         | 38     | 27        | 11       | 71 %        |
| 15 | Mary Pierce           | 1990 | 2005 | 22         | 33     | 18        | 15       | 55 %        |
| 16 | Nathalie Dechy        | 2000 | 2009 | 18         | 32     | 17        | 15       | 53 %        |
| 17 | Nathalie Fuchs        | 1973 | 1976 | 6          | 6      | 3         | 3        | 50 %        |
| 18 | Nathalie Tauziat      | 1985 | 2001 | 38         | 51     | 31        | 20       | 61 %        |
| 19 | Odile de Roubin       | 1970 | 1974 | 7          | 9      | 4         | 5        | 44 %        |
| 20 | Pascale Paradis       | 1985 | 1993 | 5          | 5      | 4         | 1        | 80 %        |
| 21 | Pauline Parmentier    | 2010 | 2015 | 7          | 12     | 5         | 7        | 42 %        |
| 22 | Rosie Darmon          | 1968 | 1976 | 9          | 13     | 7         | 6        | 54 %        |
| 23 | Sandrine Testud       | 1997 | 2002 | 10         | 15     | 9         | 6        | 60 %        |
| 24 | Séverine Beltrame     | 2005 | 2009 | 5          | 5      | 2         | 3        | 40 %        |
| 25 | Tatiana Golovin       | 2004 | 2007 | 6          | 12     | 8         | 4        | 67 %        |
| 26 | Virginie Razzano      | 2001 | 2014 | 15         | 25     | 16        | 9        | 64 %        |
| 27 | Caroline Garcia       | 2014 | 2024 | 12         | 27     | 19        | 8        | 70 %        |
| 28 | Fiona Ferro           | 2021 | 2021 | 1          | 1      | 0         | 1        | 0 %         |
| 29 | Clara Burel           | 2021 | 2024 | 4          | 6      | 2         | 4        | 33 %        |
| 30 | Varvara Gracheva      | 2023 | 2024 | 1          | 1      | 1         | 0        | 100 %       |
| 31 | Diane Parry           | 2022 | 2024 | 2          | 3      | 2         | 1        | 67 %        |